# Estanislao
Estanislao es un nombre propio masculino de origen eslavo, su significado es "estar glorioso" o "levantar gloria". En ruso Станислав Stanislav, en checo y eslovaco Stanislav, en polaco Stanisław, en francés Stanislas.

## Antroponimia
- Estanislao (diseñador), artista español.
- Estanislao Basora, futbolista español.
- Estanislao del Campo, militar, funcionario de gobierno y escritor argentino.
- Estanislao Figueras, político español, primer Presidente de la Primera República Española.
- Estanislao Konarski, pedagogo, reformador educativo, escritor político, poeta, dramaturgo, monje de Pías y el precursor principal de la Ilustración en Polonia.
- Estanislao Loayza, boxeador chileno.
- Estanislao López, caudillo y militar federal argentino, gobernador de la Provincia de Santa Fe.
- Estanislao Marco, compositor y guitarrista de España.
- Estanislao Portales Larraín, político y abogado chileno.
- Estanislao Rendón, abogado, periodista y dirigente político liberal venezolano.
- Estanislao Shilinsky, comediante, actor, guionista y empresario mexicano de origen lituano.
- Estanislao Struway, futbolista paraguayo.
- Estanislao Urquijo y Landaluce empresario español.
- Estanislao Vayreda, botánico y ornitólogo español.
- Estanislao Zuleta, filósofo, escritor y pedagogo colombiano.
- Stan Wawrinka, tenista profesional suizo.
- Stanislav Gross, político checo.
- Stanislav Vlček, futbolista checo.